# Тениски клуб Црвена звезда
Тениски клуб Црвена звезда је тениски клуб из Београда. Клуб је део Спортског друштва Црвена звезда. Клуб је основан као секција СД Црвена звезда 22. априла 1946.

## Трофеји

### Мушкарци
- Национално првенство:
  - Прваци (26): 1974, 1975, 1976, 1978, 1979, 1982, 1983, 1984, 1998, 1999, 2000, 2002, 2004, 2006, 2008, 2009, 2010, 2011, 2012, 2013, 2014, 2015, 2016, 2017, 2018, 2022

### Жене
- Национално првенство:
  - Прваци (15): 1998, 1999, 2001, 2002, 2003, 2004, 2005, 2006, 2007, 2008, 2011, 2014, 2015, 2018, 2025

## Познати играчи
- Слободан Живојиновић
- Ненад Зимоњић
- Борис Пашански
- Виктор Троицки
- Јелена Јанковић
- Александра Крунић